# 高済
高 済（こう さい、? - 569年）は、中国の北斉の皇族。博陵文簡王。高歓の十二男。母は婁昭君。

## 経歴
天保元年（550年）5月に北斉が建てられると、6月に高済は博陵王に封ぜられた。高済が文宣帝の巡幸に従ったことがあったが、道中で母の婁太后のことが恋しくなり、逃げ帰ったことがあった。文宣帝が怒って白刃をつきつけると、高済は驚きのあまり魂の抜けたようになった。太寧元年（561年）11月、太尉の位にのぼった。河清元年（562年）、定州刺史として出向した。天統5年（569年）1月、定州の人に反乱の計画を諮問した。後主がこのことを聞くと、ひそかに人を派遣して高済を殺させた。仮黄鉞・太尉・録尚書事の位を追贈された。
子の高智が後を嗣いだ。

## 伝記資料
- 『北斉書』巻10 列伝第2
- 『北史』巻51 列伝第39